# Gaston Revel
Pour les articles homonymes, voir Revel.
Gaston Revel, né à Laure-Minervois (Aude) le 20 février 1915 et mort le 27 janvier 2001 à Carcassonne est un militant communiste anticolonialiste français.

## Biographie
Gaston Revel a été instituteur, conseiller municipal communiste de Bougie dans le second collège électoral (cas presque unique en Algérie), responsable de l'Union locale CGT et correspondant local de l' Alger républicain.
Né dans l'Aude, il entre à l'École normale de Carcassonne en octobre 1933. En septembre 1936, il rejoint l'École normale de la Bouzaréah près d'Alger pour apprendre à enseigner aux « indigènes ». Au niveau politique, Gaston Revel est dans un premier temps attiré par la SFIO. Il soutient ainsi le Front populaire. À la fin des années 1930, il se rapproche des communistes. 
En septembre 1937, il commence son service militaire à Saint-Cloud. Le 1er septembre 1939, débute la guerre. Il est mobilisé en Moselle au niveau de la ligne Maginot. Après la déroute de l'Armée française, il est démobilisé le 26 juillet 1940. Il obtient son premier poste d'instituteur à Aïn Tabia, petit village dans la Kabylie de Collo,  un massif montagneux forestier situé dans le nord-Constantinois. Il y découvre une Algérie misérable. Nommé à Bougie (Bejaïa) en 1942, il assiste à l'arrivée anglo-américaine au cours de l'opération Torch. Il est incorporé dans l'Armée d'Afrique et participe ainsi à la campagne de Tunisie et au débarquement en Provence (septembre 1944). De mai à septembre 1945, il est en Allemagne occupée.
De retour en Algérie en octobre 1945, il s'engage au Parti communiste algérien (PCA) et à la CGT. Militant communiste très actif, il est candidat à de nombreuses élections, comme en avril 1948 pour l'Assemblée algérienne. Il devient également un correspondants local très actif de l' Alger républicain, journal dirigé à l'époque par son ami Henri Alleg.
Preuve de sa popularité auprès des musulmans, il est élu conseiller municipal dans le second collège électoral dans une liste UDMA/PCA/progressistes. Avec des conseillers municipaux tels que Mabrouk Belhocine, il ne cesse de dénoncer le système colonial et en particulier l'action du maire Jacques Augarde,. 
En octobre 1955, quelques mois après le début de la Guerre d'Algérie, il est interdit de séjour dans le département de Constantine. Ainsi, il rentre en métropole. En septembre 1962, il revient en Algérie à Bougie. Il participe à la construction de l'Algérie indépendante. Il y rencontre diverses difficultés. Il est par exemple emprisonné en mai 1963 sans motif valable et libéré trois semaines après par Ben Bella. En juillet 1965, à la suite du coup d'État du colonel Boumédiène, il revient définitivement en France. Il reprend ses activités de militant de base du Parti communiste à Carcassonne. Il meurt le 27 janvier 2001.